# Emilie Jenisch
Emilie Jenisch (* 12. Dezember 1828 in Hamburg; † 24. April 1899 ebenda) war eine deutsche Stifterin.

## Leben und Wirken

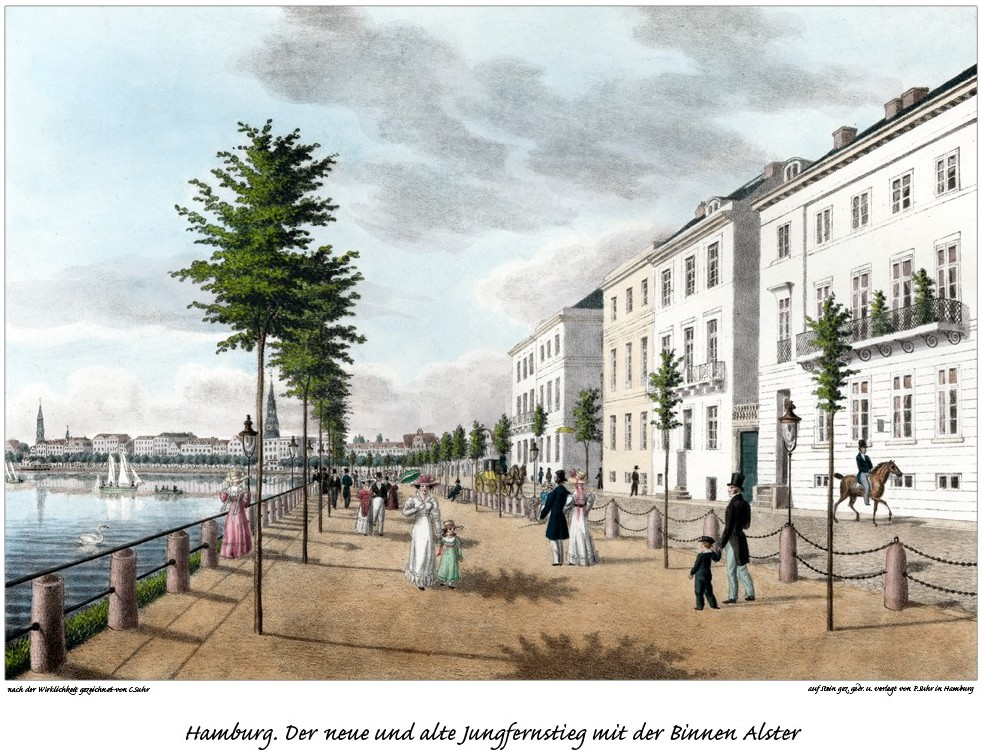
Amsinck-Palais 1830

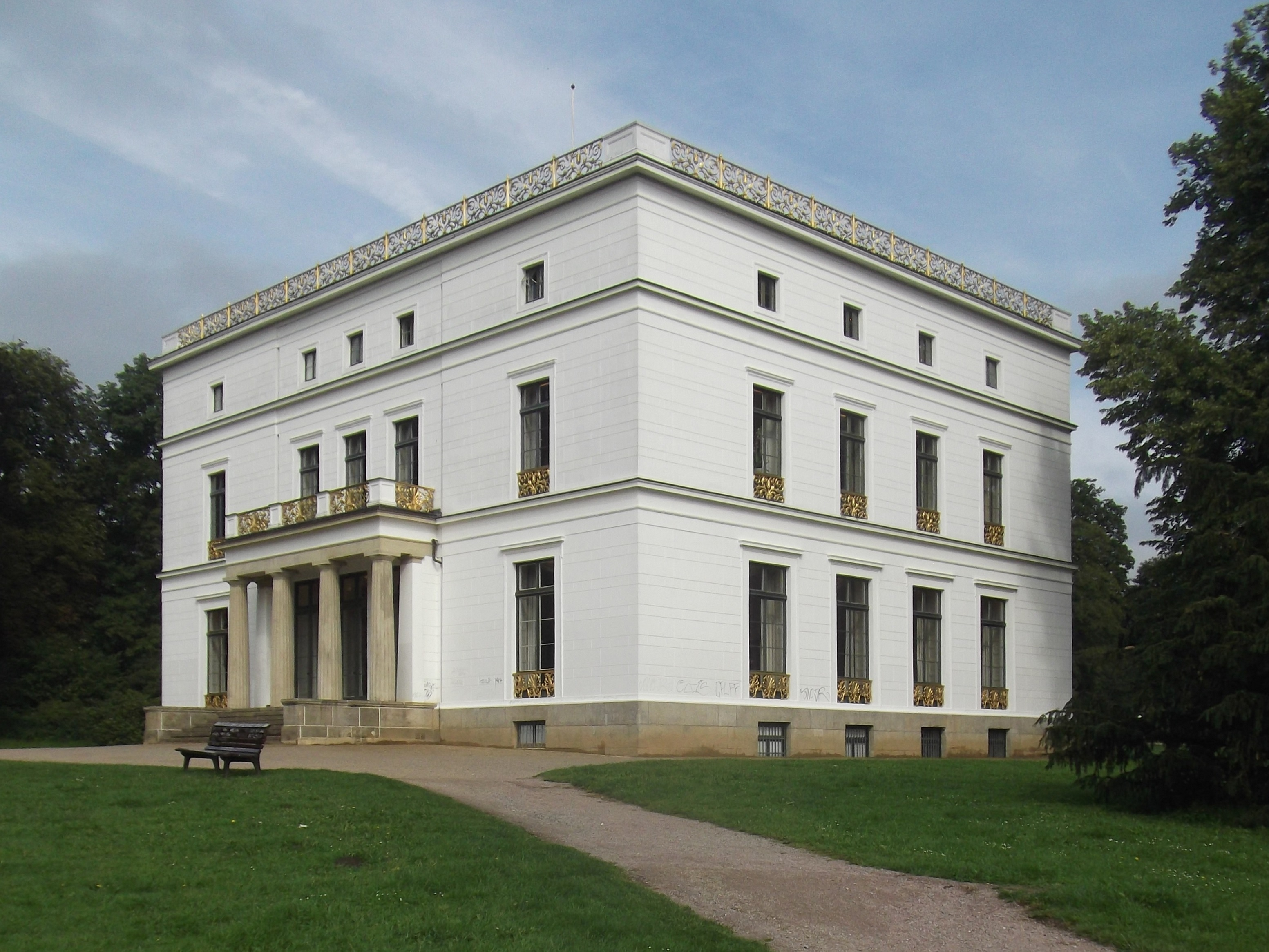
Jenisch-Haus

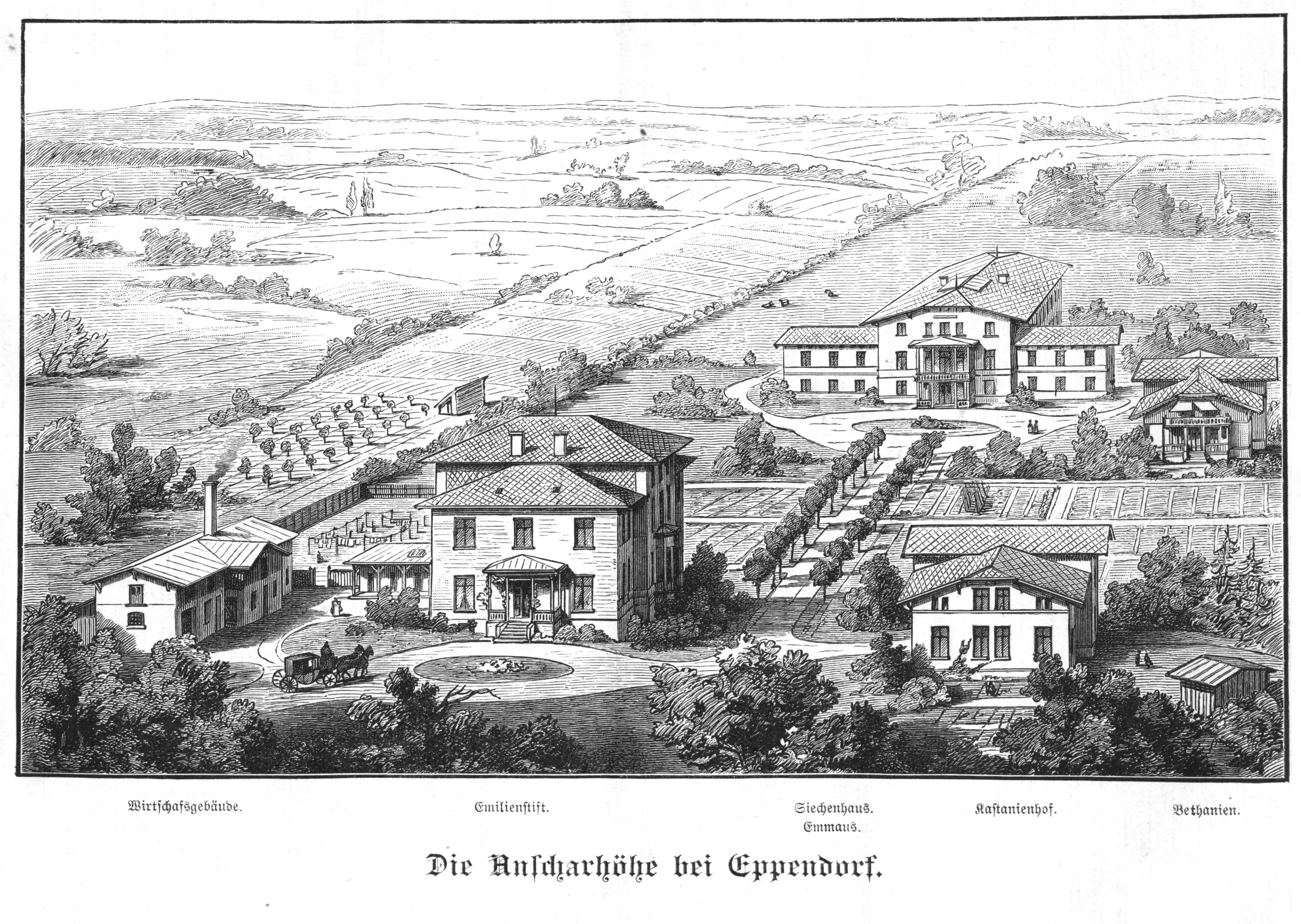
Die Anscharhöhe bei Eppendorf 1886

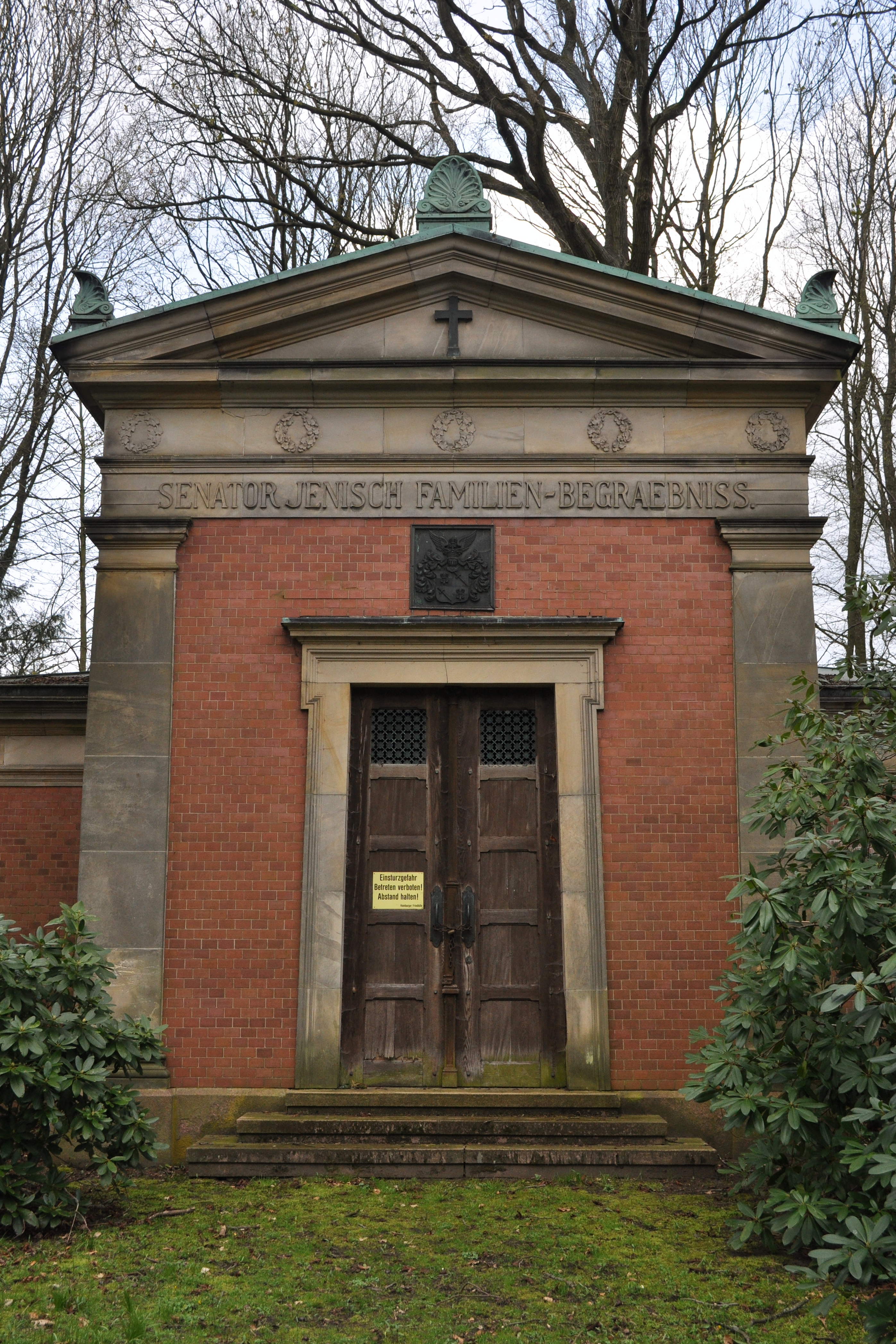
Mausoleum Jenisch auf dem Friedhof Ohlsdorf

Emilie Jenisch war die Tochter von Gottlieb und Caroline Jenisch. Der Vater arbeitete als Kaufmann. Die Mutter war eine geborene Freiin von Lützow und eine verwitwete Gräfin von Westphalen-Fürstenberg. Die Familie wohnte in einem heute vom Übersee-Club genutzten, großen Gebäude am Neuen Jungfernstieg 19.
 1875 starb Gottlieb Jenisch. Emilie Jenisch, die zwei jüngere Schwestern hatte, erbte dieses Haus und wohnte dort bis ans Lebensende, nach dem Tod der Mutter 1882. Das Haus am Neuen Jungfernstieg bewohnte sie im Winter. Der Sommerwohnsitz war das Weiße Haus der Eltern an der Elbchaussee.
Emilie Jenisch hatte nach der Erbschaft nicht beabsichtigt, öffentlich tätig zu werden. Der Pastor der Anschargemeinde, Carl Ninck, konnte sie davon überzeugen, sich für die Gemeinde einzusetzen. Jenisch gab der Gemeinde ihr Wohnhaus am Neuen Jungfernstieg als Gemeindehaus zu nutzen. 1883 rief sie das nach ihr benannte Emilienstift ins Leben, das seinen Sitz zunächst in der Eppendorfer Landstraße hatte. Die Einrichtung diente als Wohnung für „sittlich gefährdete – aber noch nicht gefallene“ Mädchen, die konfirmiert und noch nicht volljährig waren. 1885 überließ Jenisch der Gemeinde die Wohnung, die bald nicht ausreichend Platz bot. Pastor Nick erwarb daher in ihrem Auftrag ein Grundstück, auf dem ein neues Gebäude errichtet werden sollte. Der Gebäudekomplex an der Tarpenbekstraße in Eppendorf konnte ab 1886 als Sankt Anscharhöhe genutzt werden. Er bot Platz für das Emilienstift, das von der ehemaligen Wohnung hierhin umzog. Außerdem nahm es ein Siechenhaus der Anschargemeinde namens „Emmaus“ auf. Diese Einrichtung diente als Wohnung für unheilbar erkrankte und alte Frauen. Auch das vom Rauhen Haus betriebene Waisenhaus für Mädchen namens „Kastanienhof“ fand Platz in dem neuen Gebäudekomplex. Einige der alten Gebäude sind bis heute erhalten geblieben.
Emilie Jenisch, die taub war, verstarb ledig. Sie wurde nach ihrem Tod auf dem Friedhof Ohlsdorf beigesetzt. Das Grab befindet sich bei AH 17,1–8; AH 17, 1a–8a beim Fußgängereingang Kleine Horst/Westring.